# Ladislav Krejčí
Ladislav Krejčí (ur. 5 lipca 1992 w Pradze) – czeski piłkarz, występujący na pozycji pomocnika.

## Kariera piłkarska
Swoją karierę piłkarską Krejčí rozpoczął w klubie Sparta Praga. W 2009 roku zaczął grać w drugoligowych rezerwach tego klubu, a w 2010 roku awansował do kadry pierwszego zespołu. 27 lutego 2010 zadebiutował w pierwszej lidze czeskiej w zremisowanym 1:1 domowym meczu z 1. FK Příbram. W sezonie 2009/2010 wywalczył ze Spartą swój pierwszy w karierze tytuł mistrza Czech. Latem 2010 zdobył Superpuchar Czech. 26 września 2011 w wygranym 3:0 domowym meczu ze Slavią Praga strzelił swojego pierwszego gola w lidze. W 2011 roku został wybrany Talentem Roku w Czechach. W sezonie 2013/2014 wywalczył mistrzostwo oraz Puchar Czech. Wraz ze Spartą wywalczył również wicemistrzostwa kraju w latach 2011, 2012, 2013, 2015 i 2016.
Latem 2016 roku Krejčí przeszedł za 4 miliony euro do Bologny. Swój debiut w Serie A zaliczył 21 sierpnia 2016 w wygranym 1:0 domowym meczu z FC Crotone.
| Sezon   | Klub           | Kraj   | Rozgrywki      | Mecze | Bramki |
| ------- | -------------- | ------ | -------------- | ----- | ------ |
| 2009/10 | Sparta Praga   | Czechy | Gambrinus Liga | 3     | 0      |
| 2009/10 | Sparta Praga B | Czechy | II liga        | 5     | 0      |
| 2010/11 | Sparta Praga   | Czechy | Gambrinus Liga | 2     | 0      |
| 2010/11 | Sparta Praga B | Czechy | II liga        | 13    | 2      |
| 2011/12 | Sparta Praga   | Czechy | Gambrinus Liga | 22    | 6      |
| 2011/12 | Sparta Praga B | Czechy | II liga        | 1     | 0      |
| 2012/13 | Sparta Praga   | Czechy | Gambrinus Liga | 25    | 4      |
| 2013/14 | Sparta Praga   | Czechy | Gambrinus Liga | 25    | 8      |
| 2014/15 | Sparta Praga   | Czechy | Gambrinus Liga | 27    | 4      |
| 2015/16 | Sparta Praga   | Czechy | Gambrinus Liga | 27    | 4      |
| 2016/17 | Bologna FC     | Włochy | Serie A        | 37    | 1      |
| 2017/18 | Bologna FC     | Włochy | Serie A        | 7     | 0      |

(aktualne na dzień 31 stycznia 2018)

## Kariera reprezentacyjna
Krejčí występował w młodzieżowych reprezentacjach Czech na różnych szczeblach wiekowych. W dorosłej reprezentacji zadebiutował 14 listopada 2012 w wygranym 3:0 towarzyskim meczu ze Słowacją, rozegranym w Ołomuńcu. Był w kadrze Czech na Euro 2016.